# Angry Birds 3 в кино
«Angry Birds 3 в кино» (англ. The Angry Birds Movie 3) — запланированная третья часть и продолжение финско-американского компьютерно-анимационного мультфильма «Angry Birds 2 в кино» от компаний Rovio Entertainment, Sega Corporation, Prime Focus Studios.

## Роли озвучивали
- Джейсон Судейкис — Ред[1]
- Джош Гэд — Чак[1]

## Производство
6 июня 2024 года компания Rovio Entertainment объявила о запуске производства третьей части «Angry Birds в кино». Это решение было принято в связи с тем, что кинофраншиза собрала более 500 миллионов долларов в мировом прокате, включая первую и вторую части. В этот же день SEGA опубликовала 30-секундный видео-тизер на видеохостинге YouTube. Студия Prime Focus Studios присоединилась к продюсированию вместе с другими участниками, такими как One Cool Group, Flywheel Media и Dentsu.
Первая часть франшизы заняла лидирующее место в 50 странах после своего выхода в 2016 году и собрала в мировом прокате более 350 миллионов долларов. Кроме того, количество загрузок мобильных игр Rovio превысило 5 миллиардов в 2022 году. Позже успех первой части привёл к созданию сиквела — «Angry Birds 2 в кино», который вышел в 2019 году и также получил положительные отзывы и кассовые сборы.
Роли персонажей Рэда и Чака снова озвучат Джейсон Судейкис и Джош Гэд. Фильм будет снят режиссёром Джоном Райсом и сценаристом Туропом Ван Орманом, который также будет исполнительным продюсером вместе с Тору Накахарой, Дэниэлем Чуба, Джоном Коэн и Карлой Коннор.
Компания DNEG Animation выступила анимационным партнёром.

## Дата выпуска
Фильм выйдет в мировой прокат 29 января 2027 года.